# Inkluderande fitness
Inkluderande fitness (engelska: inclusive fitness) är en teori inom evolutionsbiologi och sociobiologi som myntades av William Donald Hamilton.
Till skillnad från klassisk evolutionsteori, som utgår från individens perspektiv, då dess reproduktiva framgång antas avgöra hur stor andel av en viss gen som kommer att finnas representerad i nästa generation, baseras teorin om inkluderande fitness på den enskilda genens framgång. En gen som leder en individ till ett altruistiskt beteende riktat mot en individ som delar denna gen och därigenom höjer dennes reproduktiva framgång kan på så sätt öka förekomsten av genen i nästa generation. Detta kan till skillnad från klassisk evolutionsteori förklara hur altruistiska beteenden kan bevaras i en population. 

## Direkt och indirekt fitness
För att förklara inkluderande fitness måste man ta hänsyn både till direkt och indirekt fitness:
- Direkt fitness kan beskrivas som den del som gynnar individen direkt genom högre reproduktiv framgång.
- Indirekt fitness kan beskrivas som den framgång en viss gen har i andra individer. Till skillnad från ett beteende som ger individen en högre reproduktiv framgång, kan indirekt fitness höjas genom ett beteende som ger andra individer, där genen förekommer, en högre reproduktiv framgång.

Summan av direkt och indirekt fitness utgör tillsammans inkluderande fitness.
Det vanligaste scenariot som kan leda till att altruistiska beteenden gynnas genom inkluderande fitness är då den altruistiska handlingen riktas mot en nära släkting, släktskapsselektion. Även genom Green beard-effekten, då en gen (eller flera länkade gener) kodar dels för ett altruistiskt beteende, dels för en mekanism som leder till att den altruistiska handlingen enbart riktas mot individer som delar genen, oberoende av släktskap, kan leda till bevarande av altruism.

## Hamiltons regel
Både Ronald Fisher och John Haldane hade oberoende av varandra tidigare konstaterat att nära släktskap mellan individer skulle kunna förklara hur altruistiska beteenden kan bevaras. Genom vad som senare har kommit att kallas Hamiltons regel kunde Hamilton dock matematiskt bevisa vad som krävs för att ett altruistiskt beteende ska gynnas och spridas i en population : 
Kostnaden C (reducerad fitness för individ X), måste vara lägre än vinsten B (ökad fitness för mottagaren Y) gånger graden av genetiskt släktskap R (baserad på Seewall Wrights släktskapskoefficient, som går ut på att beräkna hur stor andel av en annan individs gener som bör vara identiska med de egna ), vilket ger formeln:

Cx < ByR

En altruistisk gen som resulterar i ett beteende som sänker bärarens fitness en enhet måste alltså höja mottagarens fitness mer än två enheter om sannolikheten att genen förekommer hos mottagaren är 50% (vilket normalt  motsvarar sannolikheten mellan helsyskon), medan den måste höja mottagarens fitness mer än fyra enheter om sannolikheten är 25% (som exempelvis mellan halvsyskon) för att öka i frekvens i populationen. Hamiltons regel skall dock inte tolkas som att altruistiska beteenden automatiskt kommer att utvecklas då organismer lever tillsammans med nära släktingar. De genetiska förutsättningarna för det altruistiska beteendet måste även förekomma i populationen.

## Altruism och Eusocialitet

### Steklar
I vissa djurgrupper, bland annat inom ordningen steklar (Hymenoptera) förekommer eusociala grupper där arbetare avstår från egen reproduktion för att istället ta hand om en dominant honas avkomma, samt, ibland, en dominant hanes. Detta innebär att beteendet inte kan förklaras genom direkta fitnessfördelar för arbetarna, och kan därför bara tolkas som altruistiskt. Detta gör dem ideala för att testa Hamiltons regel med avseende på släktskapsselektion (kin selection) :
Det speciella könsbestämningssystem som förekommer hos steklar gav upphov till haplodiploid-hypotesen, som går ut på att haplodiploida djurs könsbestämningssystem är avgörande för eusocialitet hos dessa arter :
Steklar är haplodiploida, det vill säga, diploida honor utvecklas från befruktade ägg, medan haploida hanar utvecklas från obefruktade ägg. Det innebär att honor är till 75% genetiskt identiska med sina systrar, medan hanar är 25 % genetiskt identiska med sina bröder. Det innebär att i en situation där en enda dominant hona producerar alla ägg från en och samma parning är släktskapet mellan systrar i denna kull högre än det är mellan en hona och hennes avkomma (där släktskapet är 50%). Att välja att ta hand om en syster ger alltså en högre inkluderande fitness än att lämna boet och satsa på egen avkomma, vilket starkt bör gynna  altruistiska beteenden. Till stöd för teorin är arbetare alltid honor.
Det finns vissa problem med teorin. Till att börja med är släktskapet mellan arbetarna ofta betydligt lägre än 75%, bland annat på grund av att den dominanta honan ofta parar sig med fler än en hane.  Hos många sociala steklar, framför allt hos myror (Formicidae), förekommer även kolonier med flera dominanta honor. Dessutom innebär det en lägre inkluderande fitness att ta hand om bröder än att satsa på egen avkomma, vilket till viss del bör reducera fördelarna med att stanna, så länge den dominanta honan, eller honorna, även producerar hanar.
Även om haplodiploid-hypotesen kan ifrågasättas motbevisar detta dock inte att Hamiltons regel kan förklara eusocialitet hos steklar. Släktskap är inte den enda faktorn som är avgörande för att förklara den altruistiska handlingens inkluderande fitness enligt Hamiltons regel. Om det innebär en hög kostnad att försöka satsa på egen avkomma, till exempel genom att starta en ny koloni, kan även relativt svaga släktskapsförhållanden i den befintliga kolonin ändå innebära en högre inkluderande fitness.
Ett exempel som illustrerar hur förhållandet mellan kostnaden C och vinsten B kan påverka graden av altruism kan illustreras av getingen Liostenogaster flavolineata. L. flavolineata lever i familjegrupper om upp till 10 individer, som i snitt är något under 50% genetiskt identiska sinsemellan (R= 0,46±0.08). En dominant hona lägger nästan alla ägg och övriga honor fungerar som hjälpare. Den högsta dominanta positionen bestäms enligt en strikt hierarki, med hjälpare av olika rang i en ”social kö” efter den dominanta honan. När den dominanta honan dör tar den hjälpare som är högst rankad över hennes position. Eftersom inkluderande fitness är summan av direkt och indirekt fitness påverkas den inkluderande fitnessen av hjälparens sociala rang.  Man har, i enlighet med Hamiltons teori, kunnat visa att högrankade honor, som har en större sannolikhet att uppnå en högre direkt fitness än en lågrankad hjälpare, investerar mindre resurser i den dominanta honans avkomma än en lågrankad hjälpare gör, eftersom sannolikheten att själv uppnå den högsta ranken är större för den redan högt rankade honan. Kostnaden C för det altruistiska beteendet är högre för henne i proportion till vinsten B, än den är för en lågrankad hjälpare .

### Nakenråtta
Eusocialitet förekommer även i djurgrupper där alla individer är diploida, exempelvis hos nakenråttan (Heterocephalus glaber). Precis som många sociala steklar lever nakenråttor i grupper där en enda dominant hona producerar all avkomma och övriga individer i samhället fungerar som hjälpare. Till skillnad från i stekelsamhällen fungerar både honor och hanar som hjälpare. Eftersom alla individer är diploida är graden av släktskap mellan syskon och deras eventuella avkomma densamma, 50%. Att eusocialitet påvisats förekomma i en art där inte enbart släktskapsgraden kan förklara att beteendet bevarats visar att förhållandet mellan kostnad och vinst är en lika viktig parameter.

## Begränsad spridning och nepotism
Då ett altruistisk beteende riktas mot en individ där genen som kodar för det altruistiska beteendet inte förekommer kommer det enbart leda till lägre direkt fitness, utan att ge några indirekta fitnessfördelar, och kommer att selekteras emot. Samtidigt kommer förmågan att dra fördel av det altruistiska beteendet utan att själv betala priset för den altruistiska handlingen leda till högre reproduktiv framgång för en självisk individ. Någon mekanism som leder till att den altruistiska handlingen verkligen riktas mot en annan altruist är alltså essentiell för att bevara det altruistiska beteendet. Två sådana mekanismer, med avseende på släktskapsselektion, är begränsad spridning och nepotism, som båda har dokumenterats i naturliga populationer:
- Begränsad spridning i populationen: I en population där individer är relativt stationära ökar sannolikheten att individer i ens närhet är nära släktingar, vilket ökar sannolikheten att en altruistisk handling riktas mot en individ som delar den altruistiska genen.
- Nepotism: Förmåga att urskilja släktingar och enbart rikta altruistiska handlingar mot dem (eng. kin discrimination). På detta sätt kan icke-släktingar uteslutas även om de förekommer i altruistens direkta närhet.

Stjärtmesen (Aegithalos caudatus) är ett exempel på en art där nepotism förekommer. Misslyckade häckningar är mycket vanliga och individer som misslyckas med häckningen fungerar ofta som ”hjälpare” vid andra bon, där de hjälper till att mata ungarna. Några direkta fitnessfördelar till detta beteende har inte kunnat påvisas.  I en studie av Sharp m.fl. visade det sig att hjälparen i 94% av fallen var släkt med någon av föräldrarna i det bo där den fungerade som hjälpare. De kunde även visa att det fanns en koppling mellan förälderns sång och hjälparens val av bo. Stjärtmesar använder sång som ett karaktärsdrag för släktigenkänning, och hjälpare föredrar att hjälpa vid ett bo där den känner igen sången, som den lärt sig som ung.

## Green beard-effekten
Inkluderande fitness används ofta som synonym till begreppet släktktskapsselektion (eng. kin selection), men är egentligen ett bredare begrepp.  I en artikel från 1975 försöker Hamilton reda ut skillnaden mellan begreppen: 
”Inkluderande fitness har ofta identifierats med släktskapsselektion... ...men släktskap bör bara betraktas som ett sätt för att uppnå den positiva regression som är nödvändig för altruism. Inkluderande fitness-konceptet är alltså mer generellt än släktskapsselektion”
Ett annat sätt att uppnå de indirekta fitness-fördelar som krävs för att altruistiska beteenden skall gynnas är om den altruistiska handlingen, oberoende av släktskap i övrigt, enbart riktas mot en individ som delar den altruistiska genen. För att åstadkomma detta krävs någon typ av ”supergen”, eller några få hårt länkade supergener, som enligt Hamiltons beskrivning måste uppfylla tre kriterier:
1. Den måste leda till det altruistiska beteendet.
2. Den måste ge upphov till någon typ av karaktärsdrag som gör att altruister kan särskiljas från icke-altruister.
3. Den måste ge upphov till ett beteende som gör att altruister väljer att rikta den oegennyttiga handlingen mot andra altruister.

Fenomenet har senare kommit av kallas Green beard-effekten, vilket myntades av Richard Dawkins i boken The Selfish Gene (1976). Denna typ av supergener antas vara ovanliga i naturen, dels för att det anses osannolikt att en gen skulle koda för samtliga nödvändiga funktioner och för att denna supergen skulle stå i konflikt med det övriga genomet.
Ett exempel där man har kunnat påvisa Green beard-effekten är hos den jordlevande slemsvampen Dictyostelium discoideum. Vid svältförhållanden bildar tusentals annars frilevande amöbor en gemensam fruktkropp, där cirka 20% av amöborna bildar en ofertil ”stjälk” som bär upp fertila celler som kan differentieras till nya sporer. Amöbor som ingår i denna fruktkropp kan vara mycket avlägset besläktade. Hos D. discoideum förekommer en supergen av den typ som tidigare diskuterats: csA. Den kodar ensam för ett kooperativt beteende, samtidigt som den kodar för ett protein med vidhäftande funktion, som krävs för att fästa vid andra amöbor som delar denna gen. Amöbor som saknar genen utesluts från fruktkroppen, vilket innebär att icke-altruistiska individer förhindras från att själviskt kunna utnyttja de altruistiska amöbor som bildar fruktkroppens ”stjälk” och själva bilda sporer.